# AKS-74U
Die AKS-74U (russisch автомат Калашникова складной укороченный), auch bekannt als AKSU-74  oder AK-74SU, ist ein sowjetisches Sturmgewehr, das seit 1975 produziert und eingesetzt wird. Der jugoslawische und der serbische Lizenzbau werden als Zastava M85 bezeichnet.

## Aufbau und Verwendung
Die AKS-74U ist nach dem Vorbild der AK-74 als Karabiner gebaut. Sie hat die typischen Maße und Eigenschaften einer Maschinenpistole, verschießt aber die starke 5,45 × 39 mm Munition der AK-74. Das U in der Bezeichnung der Waffe steht für укороченный/„ukorotscheny“ („gekürzt“).
Auffallend ist der konische Mündungsfeuerdämpfer, der anstelle einer Mündungsbremse am Ende das Laufs angebracht ist und als Ansaugraum dient, was einen allzu starken Rückstoß und verräterisches Mündungsfeuer verhindert.
Die Waffe wird von Fahrzeugbesatzungen, Artilleriemannschaften und den Speznas (russisch für „Spezialeinheit“), wie der GRU und den ALFAs benutzt, die eine leichte und kleine Waffe benötigen.

## Verwendung
Die AKS-74U wird vor allem in der ehemaligen Sowjetunion und ihren Nachfolgestaaten von verschiedensten Sicherheitsdiensten, Militäreinheiten und Rebellengruppen benutzt. Da sie in vielen Ländern des Warschauer Paktes beliebt war, wurde sie auch in vielen dieser Länder produziert. Jugoslawien produzierte die AKS-74U unter dem Namen Zastava M85 im Kaliber 5,56 × 45 mm NATO, weshalb sie auch in den Kriegen, die dem Zusammenbruch Jugoslawiens folgten, eingesetzt wurde.
Indonesische Kampfeinheiten benutzten eine Variante der AKS-74U, die Patronen im Kaliber 5,56 × 45 mm NATO verschoss. Die Waffen wurden in Bulgarien, China und Russland hergestellt.